# Giuseppe Brindisi
Giuseppe Brindisi (Modugno, 7 giugno 1962) è un giornalista e conduttore televisivo italiano.

## Biografia
Nato nel 1962 a Modugno, in provincia di Bari, Giuseppe Brindisi da giovanissimo ha iniziato a operare nel campo dello spettacolo e della radio come deejay e speaker radiofonico in Puglia; successivamente studiò Scienze politiche all'Università di Bari, lavorando contemporaneamente come giornalista sportivo presso alcune radio private di Bari.
Nel settembre 1990 giunse in televisione debuttando come corrispondente dalla Puglia per la redazione sport di Pressing, rotocalco sportivo a quel tempo in onda su Italia 1. Nel 1991 lasciò Bari trasferendosi a Milano per entrare, come giornalista, nella redazione sportiva di Videonews (testata giornalistica, indipendente dai tre telegiornali delle reti Mediaset, che a quel tempo si occupava solamente di sport) e ottenne due incarichi: inviato di Pressing e conduttore del telegiornale sportivo di Italia 1 Studio Sport. Nel 1993 passò alla redazione di Studio Aperto (a quell'epoca diretto da Vittorio Corona e poi da Paolo Liguori), dove condusse tutte le edizioni del telegiornale. Nel 2000 (sotto la direzione di Paolo Liguori e poi di Mario Giordano), divenne il caporedattore della redazione romana di Studio Aperto, incarico che mantenne fino al 2001.
Nel 2001 passò al TG5 dove assunse l'incarico di capo della redazione Internet e quindi nel corso degli anni condusse prima l'edizione della notte e in seguito quella diurna delle ore 13:00 (prima con vari partner, poi in conduzione singola); l'impegno con il TG5 durò fino al novembre 2011 con una sola interruzione: infatti nel 2005, dal 12 settembre al 23 dicembre, l'allora direttore del TG5 Carlo Rossella nominò Brindisi conduttore di Verissimo (in quel periodo in onda nel day-time pomeridiano feriale dal lunedì al venerdì) insieme a Benedetta Corbi al posto di Cristina Parodi; il duo Brindisi-Corbi venne poi rimosso dalla conduzione a causa dei bassi ascolti: infatti dal 9 gennaio 2006 Verissimo passò a Paola Perego, mentre Brindisi e Corbi tornarono al TG5 per condurre l'edizione delle ore 13:00 (abbinati in coppia oppure in conduzione singola) negli anni seguenti. Come conduttore del TG5, nel 2009 ha fatto una breve apparizione nel secondo episodio della quinta stagione della serie R.I.S. - Delitti imperfetti, intitolato Libri pericolosi.
Nel novembre 2011, insieme a Benedetta Corbi e altri, dopo molti anni passati a Roma, tornò a Milano passando alla nuova testata giornalistica News Mediaset (a quel tempo diretta da Mario Giordano, che in seguito diventerà direttore del TG4 dal gennaio 2014), perché divenne uno dei conduttori dei notiziari e delle rubriche di TGcom24.
Nel luglio 2013 passò al TG4 (a quell'epoca diretto da Giovanni Toti) come conduttore dell'edizione serale delle ore 18:55 e come caporedattore. Contemporaneamente a questi impegni, nella stagione televisiva 2013-2014 (da settembre a giugno), ha condotto Dentro la notizia (programma di approfondimento di seconda serata prodotto dal TG4) su Rete 4; nell'autunno 2014 tornò a condurre la nuova edizione di Dentro la notizia, ma il direttore del TG4 Mario Giordano dovette cancellare questa seconda edizione del rotocalco perché gli ascolti erano scesi al di sotto della media auditel di Rete 4 e quindi Brindisi rimase al TG4 come conduttore dell'edizione serale e caporedattore. Il 2 aprile 2018 abbandona temporaneamente, dopo quasi cinque anni, la conduzione dell'edizione delle 18:55 del TG4 (che lui, tuttavia, torna a condurre dall'autunno dello stesso anno fino al 13 gennaio 2024).
Dal 3 agosto al 4 settembre 2015 ha condotto Dalla vostra parte... anche d'estate, versione estiva di Dalla vostra parte, in sostituzione di Paolo Del Debbio, ottenendo un ottimo riscontro di pubblico; inoltre ha condotto la puntata del 25 marzo 2016 del programma Dalla vostra parte al posto di Del Debbio.
Dal 9 aprile 2018 al 27 ottobre 2019 ha condotto, insieme a Veronica Gentili, il programma Stasera Italia (erede di Dalla vostra parte) alle 20:30 su Rete 4, inizialmente dal lunedì al venerdì e poi nella stagione 2018-2019 solo nei fine settimana con Stasera Italia - Weekend e in estate con Stasera Italia - Estate, mentre nella stagione 2019-2020 (fino al 27 ottobre 2019) solo nei weekend con Stasera Italia - Weekend.
Dal 7 aprile 2021 conduce un nuovo programma di informazione e di attualità in onda in prima serata su Rete 4, intitolato Zona bianca. Dal 2022 è diventato vicedirettore della testata giornalistica Videonews. Dal 15 gennaio al 6 settembre 2024 sempre su Rete 4, ha condotto la rubrica del TG4 intitolata Diario del giorno. Il 7 e l'8 febbraio, il 22 marzo, il 5 aprile, il 2 e il 3 maggio 2024 ha sostituito Myrta Merlino alla conduzione di Pomeriggio Cinque. Il 6 novembre 2024 ha condotto nel pomeriggio su Rete 4 The President, puntata speciale di Zona bianca dedicata alle elezioni presidenziali negli Stati Uniti d'America.
Il 15 agosto 2025, insieme a Costanza Calabrese, ha condotto una puntata speciale di Zona bianca dal titolo L'incontro Trump-Putin su Rete 4, dedicata al meeting tra Donald Trump e Vladimir Putin in Alaska. Il 17 agosto ha condotto una puntata speciale di Zona bianca dal titolo Zona bianca Speciale - Pippo Baudo su Rete 4, dedicata all'omaggio a Pippo Baudo, scomparso la sera precedente. Il 18 agosto, sempre con Costanza Calabrese, ha condotto una puntata speciale di Zona bianca dal titolo Guerra o pace su Rete 4, dedicata al tra Donald Trump, Volodymyr Zelens'kyj e i leader europei alla Casa Bianca (Washington).

## Programmi televisivi
- Pressing (Italia 1, 1990-1993) - inviato
- Studio Sport (Italia 1, 1991-1993)
- Studio Aperto (Italia 1, 1993-2001)
- Le Iene (Italia 1, 1997) - autore
- TG5 (Canale 5, 2001-2011)
- Verissimo (Canale 5, 2005)
- TGcom24 (2011-2013)
- TG4 (Rete 4, 2013-2024)
- Dentro la notizia (Rete 4, 2013-2018)
- Pomeriggio Cinque (Canale 5, 2018, 2021-2024) - conduttore (2018), analista (2021-2023), conduttore (2024)
- Dalla vostra parte (Rete 4, 2015-2016)
- Stasera Italia (Rete 4, 2018-2019)
- Stasera Italia - Weekend (Rete 4, 2018-2019)
- Stasera Italia - Estate (Rete 4, 2019)
- Zona bianca (Rete 4, dal 2021)
- Diario del giorno (Rete 4, 2024)
- The President (Rete 4, 2024)
- Zona bianca Speciale - L'incontro Trump-Putin (Rete 4, 2025)
- Zona bianca Speciale  - Pippo Baudo (Rete 4, 2025)
- Guerra o pace (Rete 4, 2025)

## Filmografia

### Attore

#### Televisione
- R.I.S. - Delitti imperfetti, regia di Fabio Tagliavia – serie TV, episodio 5x2 (2009)